# Captain America: Civil War
Pour les articles homonymes, voir Captain America (homonymie).
Série l'univers cinématographique Marvel
Ant-Man
(2015) Doctor Strange
(2016)
Série Captain America
Captain America : Le Soldat de l'hiver
(2014) Captain America: Brave New World
(2025)
Pour plus de détails, voir Fiche technique et Distribution.
Captain America: Civil War, ou Capitaine America : La Guerre civile au Québec est un 
film américano-allemand réalisé par Anthony et Joe Russo, sorti en 2016.
Il s'inspire de la série de comics Civil War, publiée en 2006. Suite de Captain America : Le Soldat de l'hiver (2014) et de Avengers : L'Ère d'Ultron (2015), cet opus est le treizième film de l'univers cinématographique Marvel et le premier de la phase trois.
Il est l'un des plus gros succès du box-office mondial.

## Synopsis
Le Soldat de l'Hiver a autrefois été conditionné dans une base militaire soviétique sibérienne d'HYDRA, conditionnement activé à l'aide de certains mots-clefs. Quiconque prononce ces mots en russe plonge le Soldat de l'Hiver en transe, et peut lui donner n'importe quel ordre sans qu'il puisse désobéir. C'est ainsi qu'en 1991, le Soldat de l'Hiver a provoqué l'arrêt brutal d'une voiture pour s'emparer dans son coffre d'une valise contenant cinq poches de sérum du Dr Abraham Erskine.
Aujourd'hui, à Lagos, au Nigeria, les Avengers essaient de neutraliser un commando de mercenaires dirigé par Brock Rumlow (alias Crossbones, un vieil ennemi de Captain America), en train d'attaquer un institut pour maladies infectieuses. Rumlow s'empare d'une arme biologique et la confie à l'un de ses équipiers. Les mercenaires tentent de s'échapper, mais sont rattrapés par les Avengers. Rumlow préfère rester pour combattre Steve Rogers. Après le combat, Rumlow distrait Rogers en lui parlant de Bucky Barnes pour tenter de déclencher une ceinture d'explosifs qu'il porte en cachette. Afin d'empêcher que Rumlow ne mette des civils en danger, Wanda Maximoff crée un champ de force autour de lui et l'envoie dans les airs ; mais elle perd le contrôle du champ de force, et l'explosion se répand près d'un immeuble et provoque la mort de nombreux civils.
Aux États-Unis, Tony Stark se présente à une conférence du MIT pour annoncer à de jeunes étudiants que la Fondation Septembre (dont Pepper Potts est la présidente) leur accorde à tous sa première bourse, mais pense de plus en plus à ses défunts parents qui lui manquent et à Pepper qui est en froid avec lui. Il croise alors une femme, Miriam Sharpe, venue le confronter à ses responsabilités : elle avait un fils nommé Charlie Spencer, que les Avengers n'ont pas pu sauver lors de la bataille contre Ultron en Sokovie.
Un mois après les événements de Lagos, les médias annoncent que onze citoyens du Wakanda, un petit État africain, figurent au nombre des victimes de l'affrontement entre les Avengers et les mercenaires. Le général Thaddeus Ross, devenu Secrétaire d'État des États-Unis, vient avec Tony Stark au QG des Avengers dans le nord de l'État de New York leur montrer les victimes collatérales des événements de New York, de Washington, D.C., de Sokovie et de Lagos. Depuis quatre ans, les Avengers ont opéré sans aucun contrôle, ce que les gouvernements du monde ne peuvent plus tolérer. Ross annonce qu'une solution a été trouvée en la forme des Accords de Sokovie, texte approuvé par 117 nations et qui énonce que, désormais, les Avengers ne seront plus une organisation privée et n'interviendront dans un conflit que sous le contrôle d'un comité des Nations unies et uniquement lorsque ce comité l'aura jugé nécessaire. Stark, James Rhodes, Vision et Natasha Romanoff acceptent de se soumettre, estimant qu'ils doivent accepter certaines limites ; Maximoff hésite tandis que Rogers et Sam Wilson refusent, considérant que les personnalités politiques des Nations unies n'utiliseront les Avengers que pour servir leurs intérêts. La tension monte au sein de l'équipe, et Rogers met fin à la réunion lorsqu'il apprend que Peggy Carter, son amour de jeunesse, vient de mourir dans son sommeil.
Pendant ce temps, à Cleveland dans l'Ohio, un mystérieux individu, dénommé Helmut Zemo, assassine Vasily Karpov, un ancien membre d'HYDRA afin de récupérer des dossiers cachés, notamment le code permettant d'activer le conditionnement du Soldat de l'Hiver.
Pendant que Rogers assiste aux obsèques de Peggy Carter à Londres et passe un peu de temps avec sa nièce Sharon Carter (qui s'avère être l'agent chargé de sa surveillance lorsqu'il habitait à Washington), le roi du Wakanda, T'Chaka, et son fils le prince T'Challa, se présentent à une assemblée à l'Office des Nations unies à Vienne, où les représentants des 117 nations doivent ratifier les Accords de Sokovie. Pendant la réunion, une bombe explose et le roi T'Chaka est tué. Le suspect filmé en train de s'enfuir est identifié comme étant Bucky Barnes ; le prince T'Challa jure de le retrouver et de venger son père.
Rogers décide de retrouver Barnes avec l'aide de Wilson. Sharon Carter (qui travaille pour la CIA depuis l'effondrement du SHIELD) lui annonce que la cachette du Soldat de l'Hiver a été découverte et qu'il va être rapidement éliminé. Rogers et Wilson prennent de vitesse une unité des forces spéciales allemandes et attendent Barnes dans son repaire de Bucarest. À son arrivée, Rogers l'interroge et Barnes lui jure qu'il n'a pas commis l'attentat ; convaincus, Steve et Sam l'aident à s'enfuir. À ce moment, T'Challa, sous le costume de Black Panther, constitué d'une armure en vibranium, essaie de tuer Barnes. Après un violent combat et une course-poursuite, les forces spéciales, appuyées par Rhodes, les forcent à se rendre. Rogers, Wilson, Barnes et T'Challa sont conduits dans le Centre antiterroriste de Berlin, qui est dirigé par Everett K. Ross, commissaire exécutif à l'antiterrorisme. Ils y retrouvent Stark qui, de plus en plus excédé, leur intime de signer les accords sous peine d'être déclarés hors-la-loi. Rogers refuse en apprenant que Stark fait retenir Maximoff prisonnière sous la surveillance de Vision sur ordre du Secrétaire Ross, parce qu'il se méfie de la puissance de ses pouvoirs télékinétiques.
Dans sa cellule, Barnes est interrogé par Helmut Zemo qui a usurpé l'identité d'un psychiatre, le Dr Theo Broussard, après l'avoir assassiné, dans le but de pouvoir approcher le Soldat de l'Hiver. Zemo déclenche le conditionnement de Barnes pour obtenir des informations, dont le compte rendu d'une ancienne mission datant de 1991. Zemo ordonne ensuite à Barnes de se libérer et de massacrer le plus d'agents possible dans sa fuite. Alors que Rogers, Wilson, Stark, T'Challa, Romanoff et l'agent Carter tentent de neutraliser Barnes, Zemo s'enfuit. Rogers parvient finalement à empêcher Barnes de s'enfuir en hélicoptère ; tous deux tombent dans un fleuve et Barnes, dans la chute, se cogne et perd connaissance.
Barnes se réveille dans un hangar désaffecté et découvre que son bras métallique est coincé dans un étau. Il avoue à Rogers et Wilson qu'il a révélé à Zemo que d'autres Soldats de l'Hiver demeurent congelés dans la base sibérienne d'HYDRA, et qu'ils pourraient causer une dévastation sans précédent. Tous devinent que Zemo veut se constituer une armée de tueurs ultimes, et comprennent qu'ils vont avoir besoin de renforts.
Dans le même temps, Stark et Romanoff se portent volontaires pour capturer Rogers, Wilson et Barnes, et décident d'engager des recrues. Romanoff persuade le prince T'Challa de se joindre à eux, et Stark se rend dans le Queens pour recruter un jeune lycéen nommé Peter Parker (alias Spider-Man), dont il surveille les activités super-héroïques depuis quelque temps. Celui-ci a en effet obtenu six mois auparavant, des pouvoirs extraordinaires semblables à ceux d'une araignée, décuplant sa force, son agilité et ses réflexes. S'ajoutent à leur équipe Rhodes, et Vision. De son côté, Rogers convainc Clint Barton de les rejoindre et d'amener avec lui Maximoff, ce qu'il réalise non sans peine en la soustrayant à la garde de Vision. Wilson contacte quant à lui Scott Lang, alias Ant-Man, qu'il a rencontré pendant sa dernière mission.
Rogers, Wilson, Barnes, Barton, Maximoff et Lang se retrouvent à l'aéroport de Leipzig/Halle pour voler un hélicoptère et se rendre en Sibérie, lorsque Stark, Rhodes, Romanoff, Vision, T'Challa et Parker s'interposent et leur demandent de se livrer. Un affrontement éclate. Rogers et Barnes parviennent à prendre la fuite dans le Quinjet des Avengers grâce à l'aide soudaine de Romanoff. Ils laissent derrière eux leurs partenaires les couvrir et se faire capturer. Un tir manqué de Vision endommage l'armure de Rhodes en plein vol. Il s'écrase après une chute de plusieurs centaines de mètres. À l'hôpital, les médecins annoncent qu'il risque d'être paralysé. Wilson, Barton, Maximoff et Lang sont enfermés au Raft, une prison submersible de haute sécurité située dans l'océan Atlantique.
Stark est alors contacté par FRIDAY, sa nouvelle assistante numérique, qui lui annonce que la police de Berlin vient de découvrir le cadavre du Dr Broussard, qui devait interroger Barnes. La police a également trouvé un masque du visage de Barnes. Stark comprend que Barnes est innocent et, après investigations, découvre que le coupable est Zemo, qui s'avère être commandant de l'unité EKO Scorpion, un bataillon occulte des tueurs sokoviens. Pendant ce temps en Sibérie, Zemo arrive à l'ancienne base abandonnée où se trouvent les Soldats de l'Hiver congelés, et remet les systèmes du complexe en activité.
Stark s'entretient avec Wilson au Raft, et admet qu'il s'est peut-être trompé ; il le supplie de révéler où sont allés Rogers et Barnes. Wilson finit par évoquer l'ancienne base de Sibérie. Stark décide de s'y rendre sans prévenir Ross, suivi en cachette par T'Challa.
Rogers et Barnes arrivent à leur tour à la base abandonnée. Stark atterrit juste après et leur présente ses excuses. Ils explorent la base pour arrêter Zemo avant qu'il ne réveille les Soldats de l'Hiver, et sont surpris de constater qu'il les a exécutés dans leur sommeil. Zemo explique alors que son seul but était de détruire les Avengers de l'intérieur. Il révèle grâce à une vidéo datant du 16 décembre 1991, que Barnes a tué Howard et Maria Stark pour récupérer les poches de sérum d'Erskine qu'ils transportaient. Rogers, après avoir avoué qu'il était au courant, essaie de calmer Stark en expliquant que Barnes était sous un état de conditionnement lors des faits, mais Stark perd toute retenue et essaie de tuer Barnes. Les trois en viennent à se battre.
Alors que Zemo sort de la base, satisfait d'avoir déclenché une guerre entre les Avengers, T'Challa, qui a assisté à toute la scène, lui demande pourquoi il hait tant les Avengers. Zemo révèle être guidé par une simple vengeance car sa femme, son fils et son père, qui vivaient en Sokovie, ont été tués par les retombées des débris provoqués par les Avengers pendant la bataille contre Ultron. Zemo essaie de se tirer une balle dans la tête pour en finir, mais T'Challa l'en empêche et le fait prisonnier.
Après un long et épuisant combat, Rogers et Barnes parviennent à venir à bout de Stark et le laissent à terre, blessé, et son armure lourdement endommagée, après que celui-ci a tout de même détruit le bras métallique de Barnes et également blessé Rogers. Tandis que Rogers et Barnes fuient, Stark, ivre de rage, crie à Rogers que c'est son père qui lui a donné son bouclier, qu'il ne le mérite pas et qu'il ne lui appartient plus. Rogers lâche alors son bouclier et part avec Barnes, laissant Stark seul et amer.
Zemo, satisfait, son but étant partiellement atteint, finit dans un centre de détention. Stark rentre à la base des Avengers aider Rhodes à faire de la rééducation pour remarcher grâce à un appareil de sa conception. Il reçoit une lettre de Rogers lui expliquant que, même s'ils sont en désaccord, il répondra présent si le monde a besoin des Avengers, la lettre étant accompagnée d'un vieux téléphone portable à clapet. Au même moment, Rogers s'introduit au Raft et se rend devant la cellule de Wilson.
Scène inter-générique
Rogers et Barnes sont dans un laboratoire ultra-moderne du Wakanda. Barnes décide de retourner en sommeil cryogénique, tant qu'une solution n'aura pas été trouvé pour lui laver le cerveau. Rogers prévient T'Challa que lorsque ceux qui traquent Barnes apprendront qu'il le cache ici, ils voudront le récupérer. T'Challa répond simplement : « Ils peuvent toujours essayer… ». L'extérieur du laboratoire montre une forêt luxuriante où se dresse une immense statue d'une panthère noire.
Scène post-générique
Parker, dans sa chambre, a le visage encore contusionné de son affrontement en Allemagne avec l'équipe de Rogers. Il examine le lance-toile de son costume créé par Stark, et déclenche une interface holographique (montrant un masque de Spider-Man), qu'il dissimule à sa tante May avant de la projeter au plafond.

## Fiche technique
Sauf indication contraire, les informations mentionnées dans cette section peuvent être confirmées par les bases de données cinématographiques IMDb et Allociné,  présentes dans la section « Liens externes ».
- Titre original et français : Captain America: Civil War
- Titre québécois : Capitaine America : La Guerre civile[1]
- Réalisation : Anthony et Joe Russo
- Scénario : Christopher Markus et Stephen McFeely, d'après les personnages créés par Joe Simon et Jack Kirby, d'après la série de comics Civil War de Mark Millar et Steve McNiven
- Musique : Henry Jackman
- Direction artistique : Greg Berry, Stephan O. Gessler, Gregory S. Hooper et David Scott
- Décors : Owen Paterson
- Costumes : Judianna Makovsky
- Photographie : Trent Opaloch
- Son : Dan Abrams, James Austin, Tom Johnson, Scott Levine, Juan Peralta
- Montage : Jeffrey Ford (en) et Matthew Schmidt (en)
- Production : Kevin Feige[2] et Júlio Uchoa (Brésil)
  - Production déléguée : Stan Lee, Victoria Alonso (en), Louis D'Esposito (es), Nate Moore et Patricia Whitcher
  - Production associée : Ari Costa, Trinh Tran et Lars P. Winther
  - Coproduction : Mitchell Bell, Christoph Fisser (en), Henning Molfenter (de) et Carl Woebcken (en)
- Sociétés de production[3] :
  - États-Unis : Marvel Entertainment et Walt Disney Pictures avec Deluxe Digital Studios (non crédité), en coproduction avec Vita-Ray Dutch Productions, présenté par Marvel Studios
  - Allemagne : en coproduction avec Studio Babelsberg
- Société de distribution : Walt Disney Studios Motion Pictures
- Budget : 215 millions de $[4] ; 250 millions de $[5]
- Pays de production :  États-Unis,  Allemagne
- Langues originales : anglais, allemand, xhosa, russe, roumain, hindi
- Format[6] : couleur (Technicolor) - D-Cinema - 2,39:1 (Panavision) - son Dolby Atmos | 12-Track Digital Sound (IMAX 12-Track) | Dolby Digital | IMAX 6-Track | Dolby Surround 7.1 | Datasat
- Genres : action, aventures, thriller, science-fiction, super-héros
- Durée : 147 minutes
- Dates de sortie[7] :
  - États-Unis : 12 avril 2016 (première mondiale à Los Angeles)[8] ; 6 mai 2016 (sortie nationale) ; 2 septembre 2018 (ressortie en version IMAX)
  - France, Belgique, Suisse romande : 27 avril 2016[9],[10],[11]
  - Québec : 6 mai 2016[1]
- Classification[12] :
  - États-Unis : accord parental recommandé, film déconseillé aux moins de 13 ans (PG-13 - Parents Strongly Cautioned)[Note 5]
  - France : tous publics[13]
  - Belgique : tous publics (Alle Leeftijden)[10]
  - Suisse romande : interdit aux moins de 12 ans[14]
  - Québec : tous publics - déconseillé aux jeunes enfants (G - General Rating)[1]

## Distribution
Sauf indication contraire, les informations mentionnées dans cette section peuvent être confirmées par la base de données cinématographiques IMDb,  présente dans la section « Liens externes ».
- Chris Evans (VF : Alexandre Gillet ; VQ : Alexandre Fortin) : Steve Rogers / Captain America
- Robert Downey Jr. (VF et VQ : Bernard Gabay) : Tony Stark / Iron Man
- Scarlett Johansson (VF : Julia Vaidis-Bogard ; VQ : Camille Cyr-Desmarais) : Natasha Romanoff / Black Widow
- Sebastian Stan (VF : Axel Kiener ; VQ : Nicholas Savard L'Herbier) : James « Bucky » Barnes / le Soldat de l'hiver
- Anthony Mackie (VF : Jean-Baptiste Anoumon ; VQ : Michel M. Lapointe) : Sam Wilson / le Faucon
- Elizabeth Olsen (VF : Charlotte Corréa ; VQ : Émilie Gilbert) : Wanda Maximoff
- Jeremy Renner (VF : Jérôme Pauwels ; VQ : Antoine Durand) : Clint Barton / Hawkeye
- Paul Rudd (VF : Damien Boisseau ; VQ : Patrice Dubois) : Scott Lang / Ant-Man
- Chadwick Boseman (VF : Namakan Koné ; VQ : Pierre-Yves Cardinal) : T'Challa / Black Panther
- Don Cheadle (VF : Sidney Kotto ; VQ : François L'Écuyer) : le colonel James « Rhodey » Rhodes / War Machine
- Paul Bettany (VF : Patrick Osmond ; VQ : Daniel Roy) : Vision
- Tom Holland (VF : Hugo Brunswick ; VQ : Alexandre Bacon) : Peter Parker / Spider-Man
- Daniel Brühl (VF : Damien Witecka ; VQ : Louis-Philippe Berthiaume) : le colonel Helmut Zemo
- Frank Grillo (VF : David Krüger ; VQ : Pierre-Étienne Rouillard) : Brock Rumlow / Crossbones
- William Hurt (VF : Féodor Atkine ; VQ : Jean-Marie Moncelet) : le secrétaire d'État Thaddeus « Thunderbolt » Ross
- Martin Freeman (VF : Julien Sibre ; VQ : François Sasseville) : Everett K. Ross (en), directeur du centre antiterroriste de Berlin
- Emily VanCamp (VF : Chantal Macé ; VQ : Bianca Gervais) : Sharon Carter
- Marisa Tomei (VF : Stéphanie Lafforgue ; VQ : Éveline Gélinas) : May Parker
- John Kani (VF : Med Hondo ; VQ : Didier Lucien) : le roi T'Chaka
- Florence Kasumba : Ayo, cheffe de la sécurité de T'Challa
- John Slattery (VF : Nicolas Marié ; VQ : Frédéric Desager) : Howard Stark
- Hope Davis (VF : Ivana Coppola ; VQ : Anne Bédard) : Maria Stark
- Alfre Woodard (VF : Maïk Darah ; VQ : Johanne Garneau) : Miriam Sharpe
- Stan Lee (VF : Jean-Claude Montalban ; VQ : Jean-Jacques Lamothe) : le livreur de FedEx (caméo)
- Joe Russo : Dr Theo Broussard (caméo)
- Damion Poitier (en) : un homme de main de Crossbones
- Kerry Condon (VF : Anne Dolan ; VQ : Anne-Marie Levasseur) : FRIDAY
- Aaron Taylor-Johnson : Pietro Maximoff (scènes coupées)
- Mark Ruffalo : Bruce Banner / Hulk (images d'archives tirées du film Avengers)

- Version française
  - Studio de doublage : Dubbing Brothers
  - Direction artistique : Hervé Bellon
  - Adaptation : Thomas Murat

Source et légende : version française (VF) sur AlloDoublage et RS Doublage ; version québécoise (VQ) sur Doublage.qc.ca

## Production

### Genèse et développement
En janvier 2014, Anthony et Joe Russo signent un contrat pour réaliser ce film, alors que Captain America : Le Soldat de l'hiver (qu'ils ont également réalisé) n'est même pas encore sorti. Le retour des scénaristes Christopher Markus et Stephen McFeely est également confirmé,. Ces derniers révèlent qu'ils travaillent sur le script depuis 2013. En octobre 2014, Variety rapporte que le film sera inspiré de la série de comics Civil War parue dès 2006 et que Robert Downey Jr. est en négociations pour y apparaitre. Quelques jours plus tard, Marvel Studios annonce le titre du film, Captain America: Civil War, et confirme la présence de Robert Downey Jr. en Iron Man. Le budget du film envisagé a commencé à dépasser celui de tous les autres films Marvel et la production est devenue une source de tension entre Kevin Feige, président de Marvel Studios, et Isaac Perlmutter, principal actionnaire de Marvel Entertainment, qui est connu pour négocier très strictement les budgets. Les directeurs de Disney sont alors intervenus et ont fait en sorte que le contrôle créatif des films Marvel Studios soit confié à Feige et Louis D'Esposito, dissolvant le comité créatif des studios - comptant Alan Fine (en), Dan Buckley, Brian Bendis et Joe Quesada.
À la suite du piratage de Sony Pictures Entertainment en novembre 2014, des courriels secrets sont dévoilés et montrent que Marvel a tenté de négocier avec Sony/Columbia pour que le personnage de Spider-Man (dont les droits d'apparition au cinéma appartiennent à Sony) apparaisse dans Captain America: Civil War. Les négociations n'ont cependant pas abouti. Finalement, le 10 février 2015, Sony annonce l'officialisation d'un partenariat avec Marvel Studios. Le personnage de Spider-Man repartant sur un reboot, fera sa première apparition dans Captain America: Civil War. L'acteur Andrew Garfield ne reviendra pas dans le rôle de Spider-Man, ce sera Tom Holland qui le remplacera dans ce film ainsi que dans les prochains films mettant en scène ce personnage.
En juin 2015, Kevin Feige, le CEO de Marvel Studios, a confirmé dans une conférence que Spider-Man apparaîtra dans Captain America: Civil War.
Une nouvelle bande-annonce du film est dévoilée lors du 50e Super Bowl, le 7 février 2016, révélant Black Panther. Une nouvelle bande annonce est révélée le 10 mars 2016, montrant le costume de Spider-Man.

### Attribution des rôles

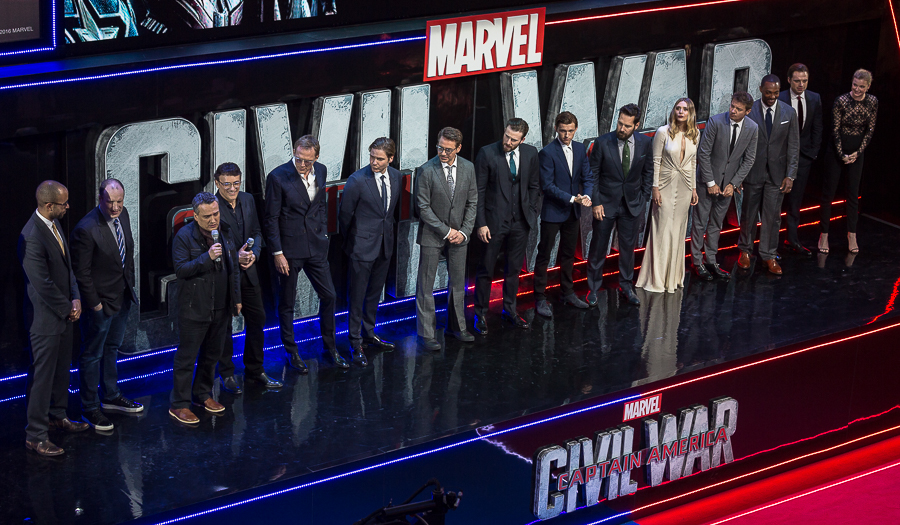
Acteurs du film lors de l'avant première à Londres.

En octobre 2014, Chadwick Boseman est confirmé dans le rôle de T'Challa,.
En novembre 2014, l'acteur allemand Daniel Brühl est annoncé au casting, dans le rôle de Baron Zemo.
En janvier 2015, la présence de Scarlett Johansson est confirmée pour incarner pour la 5e fois Natasha Romanoff.
En mars 2015, Jeremy Renner rejoint le casting, incarnant pour la 4e fois Clint Barton.
En avril 2015, Elizabeth Olsen rejoint officiellement le casting signant ainsi sa troisième apparition dans l'univers Cinématographique Marvel dans le rôle de Wanda Maximoff.
En mai 2015, Martin Freeman intègre le casting dans un rôle non dévoilé. Dans la même semaine, Paul Bettany (la Vision dans Avengers : L’Ère d'Ultron), Paul Rudd (Ant-Man dans le film homonyme) et William Hurt (le général Ross dans L’Incroyable Hulk) intègrent officiellement le casting pour reprendre leurs rôles respectifs.
En juin 2015, Robert Downey Jr. confirme que Mark Ruffalo fera partie du casting et reprendra son rôle de Hulk. Cependant, la production ne l'a pas encore confirmé comme ayant une grande apparition, il s'agirait pour le moment d'un simple caméo. Ruffalo révèle finalement en septembre 2015 que Hulk devait bien apparaître dans le film, mais le casting étant déjà très fourni, et les plans pour le futur du personnage après les événements de l'Ère d'Ultron étant « trop gros », il a finalement été supprimé afin de permettre le développement dans un film ultérieur.

### Tournage

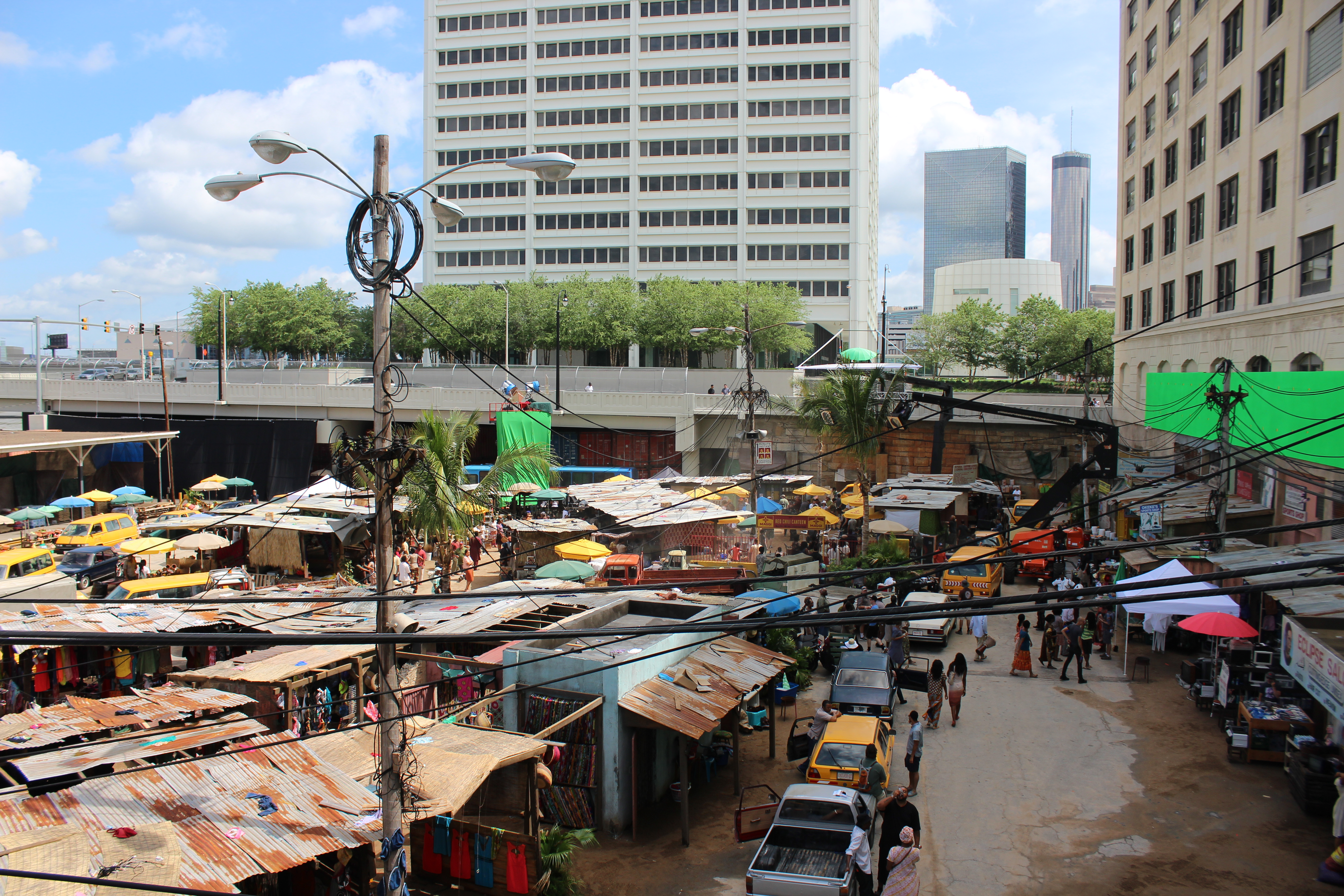
Tournage du film à Downtown Atlanta.

Le tournage débute le 27 avril 2015 aux Pinewood Atlanta Studios dans l'État de Géorgie. Le reste du tournage aura lieu à Porto Rico et Berlin.
Le film est le premier à utiliser une caméra Arri IMAX 2D pour certaines séquences,.
Le tournage s'est terminé le 22 août 2015 à Berlin.

## Musique
Bandes originales de l'univers cinématographique Marvel
Ant-Man
(2015) Doctor Strange
(2016)
Le compositeur Henry Jackman, qui a déjà composé la bande originale de Captain America : Le Soldat de l'Hiver, revient pour la musique de la suite.
| Liste des titres | Liste des titres  | Liste des titres | Liste des titres | Liste des titres | Liste des titres | Liste des titres | Liste des titres | Liste des titres | Liste des titres |
| No               | Titre             | Interprètes      | Durée            |                  |                  |                  |                  |                  |                  |
| ---------------- | ----------------- | ---------------- | ---------------- | ---------------- | ---------------- | ---------------- | ---------------- | ---------------- | ---------------- |
| 1.               | Siberian Overture |                  | 2:56             |                  |                  |                  |                  |                  |                  |
| 2.               | Lagos             |                  | 2:10             |                  |                  |                  |                  |                  |                  |
| 3.               | Consequences      |                  | 2:22             |                  |                  |                  |                  |                  |                  |
| 4.               | Ancestral Call    |                  | 2:37             |                  |                  |                  |                  |                  |                  |
| 5.               | Zemo              |                  | 3:09             |                  |                  |                  |                  |                  |                  |
| 6.               | The Tunnel        |                  | 3:51             |                  |                  |                  |                  |                  |                  |
| 7.               | Celestial Bodies  |                  | 1:44             |                  |                  |                  |                  |                  |                  |
| 8.               | Boot Up           |                  | 5:16             |                  |                  |                  |                  |                  |                  |
| 9.               | New Recruit       |                  | 1:47             |                  |                  |                  |                  |                  |                  |
| 10.              | Empowered         |                  | 1:59             |                  |                  |                  |                  |                  |                  |
| 11.              | Standoff          |                  | 4:01             |                  |                  |                  |                  |                  |                  |
| 12.              | Civil War         |                  | 4:26             |                  |                  |                  |                  |                  |                  |
| 13.              | Larger Than Life  |                  | 3:40             |                  |                  |                  |                  |                  |                  |
| 14.              | Catastrophe       |                  | 2:36             |                  |                  |                  |                  |                  |                  |
| 15.              | Revealed          |                  | 5:38             |                  |                  |                  |                  |                  |                  |
| 16.              | Making Amends     |                  | 1:34             |                  |                  |                  |                  |                  |                  |
| 17.              | Fracture          |                  | 4:00             |                  |                  |                  |                  |                  |                  |
| 18.              | Clash             |                  | 3:54             |                  |                  |                  |                  |                  |                  |
| 19.              | Closure           |                  | 5:32             |                  |                  |                  |                  |                  |                  |
| 20.              | Cap's Promise     |                  | 3:46             |                  |                  |                  |                  |                  |                  |
| 21.              | Adagio            |                  | 2:18             |                  |                  |                  |                  |                  |                  |
| 69:09            |                   |                  |                  |                  |                  |                  |                  |                  |                  |

## Accueil

### Sortie
Le film est sorti le 27 avril 2016 en France, puis le 29 avril 2016 au Royaume-Uni et le 6 mai 2016 aux États-Unis et au Canada. Une avant première a eu lieu au Grand Rex le 18 avril 2016 en présence de l'équipe du film.
À noter que lors de cette avant première, les scènes post-génériques n'ont pas été dévoilées.

### Accueil critique
Sur Rotten Tomatoes, le film a obtenu un taux d'approbation de 91 % avec un score moyen de 7,72⁄10, basé sur 406 commentaires. Le consensus critique du site Web se lit comme suit : « Captain America: Civil War commence la prochaine vague de films Marvel avec un film à grand succès mettant en scène des super-héros et proposant une intrigue résolument non caricaturale et le courage d'explorer des thèmes propices à la réflexion ». Metacritic, a attribuant une note de 75⁄100 sur la base de 53 critiques, indiquant « des avis généralement favorables »[réf. nécessaire].
En France, le site Allociné propose une note moyenne de 3,2⁄5 à partir de l'interprétation de critiques provenant de 28 titres de presse.
- Ouest-France : « Un film d'action impeccable avec des scènes d'anthologie, une belle lumière, de l'humour mais aussi un scénario digne d'une tragédie grecque pour ce blockbuster. »[40]
- 20 Minutes : « Des scènes de combats remarquables - notamment dans un aéroport - laissent le spectateur bouche bée. »[41]
- Le Parisien : « Bien vu : si le film impressionne avec ses incroyables effets spéciaux, c'est en montrant que ces demi-dieux sont animés de pulsions humaines et tragiques qu'il touche au cœur. »[42]
- Télé 7 jours : « Vu les forces en présence, avec l'ajout de petits nouveaux (...), il y a du combat dans l'air. Trop ? Heureusement, l'humour aussi a du punch. Pour autant, 2h30, c'est très long. Trop ? »
- Télérama : « Ce sens de la vanne, ces clins d'œil (...) charment. Jamais les dialogues, drôles et vifs, ne cèdent devant l'action : ils la structurent pour mieux souligner la complicité des personnages, même quand ils se balancent des torgnoles cosmiques. »[43]
- Paris Match : « Avec une histoire et un thème similaires, Captain America: Civil War réussit sur tous les points où Batman v Superman échoue : faire des super-héros quelque chose de plus grand, de plus intelligent, de plus sensible que ce que l’on en attend et être à la hauteur de son ambition. »[44]
- Télé 2 semaines : « Le spectacle est ainsi largement au rendez-vous et donne l’occasion de découvrir deux personnages au potentiel élevé : le noble Black Panther, ainsi que le nouveau Spider-Man campé avec beaucoup de talent par le très jeune Tom Holland. À suivre, donc ! »[45]
- Mad Movies : « Plutôt que de se noyer dans ce déferlement d'action, le film parvient à se trouver un pouls, une raison d'être dépassant le simple Money Shot. »[46]
- Les Inrockuptibles : « Si le film se lance rapidement sur les rails de la grosse baston numérisée, c’est aussi là que Marvel montre sa supériorité sur DC : sans génie mais parfaitement huilé, leur film réussit à être malin, léger, tonique, fidèle aux attentes - tout ce que n’était pas Batman vs. Superman. Une implacable machine hollywoodienne, en somme. »[47]
- Metro : « Entre deux séquences musclées d'une franche efficacité, l'ennui point ponctuellement le bout de son nez au gré des 2h28 de projection. »[48]
- Le Monde : « Moins pesant que les dernières productions du studio DC-Warner, le film des frères Russo allie action humour, et effets de surprise. »[49]
- Les Fiches du cinéma : « Troisième volet de la franchise, sans génie mais non sans allant, le film des frères Russo fait place nette. Un spectacle copieux, parfois impersonnel, mais à l'efficacité indéniable ».
- Première : « La guerre civile n'est pas très meurtrière. On espérait mieux. Civil War ne représente pas un twist si majeur et explosif que ça dans le Marvel Cinematic Universe. [...] Après le balourd Avengers : L'Ere d'Ultron et le fun mais banal Ant-Man, Civil War, bien qu'imparfait, représente le super-cinéma de Disney/Marvel à son meilleur. »[50]
- Libération : « Ce potentiel romanesque constitue aussi la limite du film, tant ces variables apparaissent combinables à l’infini jusqu’à devenir interchangeables. »[51]
- L'Obs : « La dernière demi-heure relève un chouia le niveau de ce produit bien usiné et sans âme, qui, entre sérieux de pacotille et blagues de cour de récré, brosse son public dans le sens du poil. Stop au cinoche McDo calibré pour les geeks peu exigeants ! »
- Le Journal du dimanche : « Plutôt que d’approfondir le débat, le film met très vite en scène l’opposition entre les deux leaders emblématiques, propice à des affrontements musclés. Pour essayer de compenser un rythme inégal et un scénario confus, qui manque de distance et d’humour. »
- L'Express : « Cette surenchère va finir par tuer le genre en lui-même. »
- Cinemateaser : « Dépourvu de spontanéité, Civil War n’est dirigé par aucune réelle vision de cinéaste. »
- Écran Large : « Pauvre, techniquement à la ramasse et rarement spectaculaire, ce Civil War ne peut compter que sur le fan service pour divertir. »
- Le Dauphiné libéré : « Une variation spectaculaire sur le choc des Titans à la sauce mythologique Marvel : comme les super héros sont immortels, c’est un peu long… »

### Box-office
Le film a fait un excellent démarrage à l'international puisqu'il a récolté 200 millions de dollars dans 37 pays avant même sa sortie américaine.
Finalement, le film est un succès au box-office avec 1 153 304 495 $ de recettes pour un budget de 250 000 000 $. Il devient le plus grand succès au box-office de 2016 et l'un des plus grands succès de l'histoire du cinéma.
| Pays ou région    | Box-office         | Date d'arrêt du box-office | Nombre de semaines |
| ----------------- | ------------------ | -------------------------- | ------------------ |
| États-Unis Canada | 408 084 349 $      | 22 septembre 2016          | 20                 |
| France            | 2 983 655 entrées, | 17 juillet 2016            | 12                 |
| Total mondial     | 1 153 304 495 $    | 2 novembre 2016            | -                  |

## Distinctions
Entre 2016 et 2017, le film Captain America : Civil War a été sélectionné 89 fois dans diverses catégories et a remporté 13 récompenses.

### Récompenses
- Teen Choice Awards 2016 :
  - Meilleur film de science-fiction/Fantastique

### Nominations
- Critics' Choice Movie Awards 2016 :
  - Meilleur acteur dans un film d'action pour Chris Evans
  - Meilleure actrice dans un film d'action pour Scarlett Johansson
- Teen Choice Awards 2016 :
  - Meilleur acteur dans un film de science-fiction/fantastique pour Robert Downey Jr.
  - Meilleure actrice dans un film de science-fiction/fantastique pour Scarlett Johansson
  - Meilleur méchant au cinéma pour Daniel Brühl
  - Meilleur baiser pour Chris Evans et Emily VanCamp
  - Meilleure alchimie à l'écran pour Robert Downey Jr., Scarlett Johansson, Don Cheadle, Paul Bettany et Chadwick Boseman d'une part et pour Chris Evans, Sebastian Stan, Anthony Mackie, Elizabeth Olsen et Jeremy Renner d'autre part
  - Meilleur voleur de scène pour Tom Holland et Chadwick Boseman
- NAACP Image Awards 2017 :
  - Meilleur acteur dans un second rôle pour Chadwick Boseman
- Kids' Choice Awards 2017 :
  - Acteur de cinéma préféré pour Chris Evans et Robert Downey Jr.
  - Actrice de cinéma préféré pour Scarlett Johansson